# تونة كبيرة العين
تونة كبيرة العين (الاسم العلمي Bigeye tuna) هي سمكة من فصيلة الإسقمريات، واسع الانتشار في
المحيطات الاستوائية وشبه الاستوائية، يصل طول الفرد فيه إلى 250 سم ويتجاوز وزنة 180 كغم.
يتغذى هذا النوع برأسيات الأرجل والقشريات، ويتم اصطياده بشباك الجر العائمة، ويقدر إنتاجة عالميًا بنحو
475 ألف طن سنويًا، وتستخدم أسماكة في الغذاء مجمدةً ومعلبةً.